# Roca Raffo
Der Roca Raffo ist ein Klippenfelsen im Archipel der Südlichen Shetlandinseln. Er ist der höchste und markanteste der Felsen, die südlich des Negra Point von Robert Island in der English Strait liegen.
Chilenische Wissenschaftler benannten ihn. Namensgeber ist Juan Raffo Sinory, Besatzungsmitglied des Forschungsschiffs Lientur, das in diesem Gebiet tätig war.